# 250 ق.م

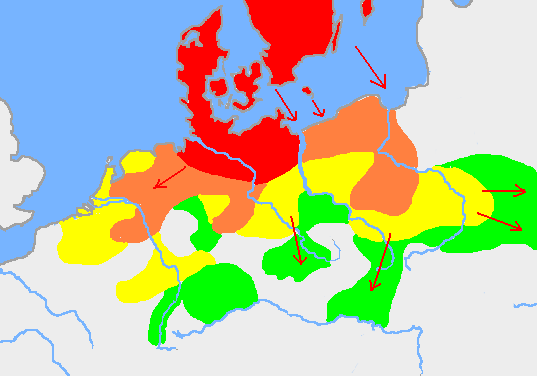
القبائل الجرمانية في أوروبا عام 250 ق.م (أحمر، برتقالي، وأصفر)

## وفيات
- ماركوس آتيلوس ريغولوس، الجمهورية الرومانية general and قنصل (عقوبة الإعدام)
- Timaeus، مؤرخ يوناني درس الفصاحة تحت إمرة تلميذ إيسقراط (ولد حوالي 345 ق.م)
- إيراسيستراتوس، يونانيون تشريح وطبيب ملكي تحت إمرة سلوقس الأول من سوريا. قام بتأسيس مدرسة تشريح فيالإسكندرية (ولد 310 ق.م)